# Poženik
Poženik – wieś w Słowenii, w gminie Cerklje na Gorenjskem. W 2018 roku liczyła 215 mieszkańców.